# Tarif ibn Màlik
Tarif ibn Màlik o Tarif ibn Mal·luk (en àrab طريف بن مالك o طريف بن ملوك, Tarīf b. Mālik o Tarīf b. Mal·luk) (segles VII-VIII), oficial amazic, mawla del valí d'Ifríqiya Mussa ibn Nussayr.
Per orde del governador de Tànger, Tàriq ibn Ziyad, el 710 va realitzar una expedició de reconeixement de les costes meridionals de la península Ibèrica, desembarcant a Tarifa i fent una algara per la regió d'al-Jazira al-Khadrà (Algesires). A la seua tornada, amb copiós botí, desapareix de les fonts històriques.